# Felipe de Aguado y Requejo
Felip de Aguado y Requejo (San Martín de Rubiales, Ribera del Duero, Província de Burgos, 15 de juliol de 1684 - Barcelona, 3 de novembre de 1737) fou un eclesiàstic espanyol, i bisbe de Barcelona entre els anys 1734 i 1737.
Doctorat a Sevilla, s'havia format al Col·legi Mayor de San Ildefonso i a la Universitat d'Alcalá. Durant el seu mandat va potenciar el Seminari Conciliar de Barcelona, del qual en va redactar unes noves constitucions el 25 d'octubre de 1737, i que van estar en vigor fins al 1784. I exigí que els capellans donessin un tribut consignat en els seus respectius testaments. Hom denominava aquest tribut “la luctuosa”. Va ser nomenat bisbe el 30 d'agost de 1734, i ordenat bisbe de Barcelona el 7 de novembre d'aquell mateix any. En només els tres anys que va regir la seu de Barcelona va facilitar l'erecció de diverses edificacions, com el nou temple de l'Hospital de pelegrins d'en Pere Desvilar, vulgarment anomenat de l'Almoina o de Santa Marta, o el cenobi de carmelites descalços de Vilanova i la Geltrú, i del col·legi de les Escoles Pies de Mataró. Fou, també, benefactor del Seminari Tridentino, ampliant el seu edifici.